# Mariano Mauri
Mariano Augusto Mauri (Santa Fe, Argentina; 4 de agosto de 1994) es un futbolista argentino. Juega como lateral por izquierda, aunque también puede desempeñarse como marcador central, y su primer equipo fue Unión de Santa Fe. Actualmente milita en Douglas Haig de Pergamino del Torneo Federal A.

## Trayectoria
Oriundo de Santa Fe y sobrino de Jorge Mauri, exjugador de Unión, Mariano Mauri comenzó su carrera en las inferiores del club santafesino, más precisamente en la Escuelita de Fútbol. A principios de 2014, con 19 años, fue convocado por el técnico Leonardo Madelón para su primera pretemporada con el plantel profesional.
Su debut con la camiseta tatengue se dio en la Copa Argentina, cuando fue titular en la derrota por penales ante Juventud Unida de San Luis. Además, sumó dos partidos más como titular en las últimas fechas del torneo de la Primera B Nacional. Una vez finalizada la temporada, Mauri fue uno de los cinco juveniles que firmaron su primer contrato profesional.
En el Torneo Transición 2014, Mauri disputó 5 partidos (todos como titular), formando parte del plantel que logró el ascenso a la Primera División. En dicho torneo, Unión fue el primer equipo en lograr el ascenso, siendo además el que más puntos sumó contando las dos zonas.
Ya en Primera División, Mauri no fue tenido en cuenta para el primer equipo e integraba el plantel de Reserva, hasta que en mayo de 2015, Unión decidió cederlo a préstamo a Cipolletti de Río Negro, que lo incorporó como refuerzo por la lesión de Gastón Pinto. Allí convirtió el primer gol de su carrera, luego de una jugada que fue calificada por medios partidarios como "maradoniana".
De vuelta en Unión, Mauri se integró a la pretemporada con el plantel profesional, pero la llegada de Nahuel Zárate hizo que automáticamente bajara a Reserva, donde fue titular durante todo el semestre, siendo además el capitán del equipo que peleó el torneo hasta la última fecha de la mano de Juan Pablo Pumpido. A mediados de 2017 es cedido a Sportivo Belgrano, club del Torneo Federal A, por pedido expreso de Ricardo Pancaldo, técnico que ya lo había tenido en Cipolletti de Río Negro.
Jugó también en Atlético Paraná, Chaco For Ever, Defensores de Pronunciamiento, Douglas Haig de Pergamino, una segunda etapa en Sportivo Belgrano y Defensores Unidos.

## Clubes
- Actualizado al 17 de agosto de 2025

| Club                        | Div.                | Temporada           | Liga | Liga | Copa Nacional | Copa Nacional | Copa Internacional | Copa Internacional | Total | Total |
| Club                        | Div.                | Temporada           | PJ   | G    | PJ            | G             | PJ                 | G                  | PJ    | G     |
| --------------------------- | ------------------- | ------------------- | ---- | ---- | ------------- | ------------- | ------------------ | ------------------ | ----- | ----- |
| Unión Argentina             | 2.ª                 | 2013/14             | 2    | 0    | 1             | 0             | -                  | -                  | 3     | 0     |
| Unión Argentina             | 2.ª                 | 2014                | 5    | 0    | -             | -             | -                  | -                  | 5     | 0     |
| Unión Argentina             | 1.ª                 | 2015                | 0    | 0    | -             | -             | -                  | -                  | 0     | 0     |
| Unión Argentina             | 1.ª                 | 2016                | 0    | 0    | 0             | 0             | -                  | -                  | 0     | 0     |
| Unión Argentina             | 1.ª                 | 2017/18             | 0    | 0    | 0             | 0             | -                  | -                  | 0     | 0     |
| Unión Argentina             | Total               | Total               | 7    | 0    | 1             | 0             | -                  | -                  | 8     | 0     |
| Cipolletti Argentina        | 3.ª                 | 2015                | 26   | 2    | -             | -             | -                  | -                  | 26    | 2     |
| Cipolletti Argentina        | Total               | Total               | 26   | 2    | -             | -             | -                  | -                  | 26    | 2     |
| Sportivo Belgrano Argentina | 3.ª                 | 2016/17             | 26   | 0    | -             | -             | -                  | -                  | 26    | 0     |
| Sportivo Belgrano Argentina | 3.ª                 | 2024                | 23   | 1    | -             | -             | -                  | -                  | 23    | 1     |
| Sportivo Belgrano Argentina | Total               | Total               | 49   | 1    | -             | -             | -                  | -                  | 49    | 1     |
| Atlético Paraná Argentina   | 3.ª                 | 2018/19             | 20   | 4    | 3             | 0             | -                  | -                  | 23    | 4     |
| Atlético Paraná Argentina   | Total               | Total               | 20   | 4    | 3             | 0             | -                  | -                  | 23    | 4     |
| Chaco For Ever Argentina    | 3.ª                 | 2019/20             | 0    | 0    | -             | -             | -                  | -                  | 0     | 0     |
| Chaco For Ever Argentina    | Total               | Total               | 0    | 0    | -             | -             | -                  | -                  | 0     | 0     |
| Defensores (P) Argentina    | 3.ª                 | 2021                | 22   | 0    | -             | -             | -                  | -                  | 22    | 0     |
| Defensores (P) Argentina    | Total               | Total               | 22   | 0    | -             | -             | -                  | -                  | 22    | 0     |
| Douglas Haig Argentina      | 3.ª                 | 2022                | 20   | 0    | -             | -             | -                  | -                  | 20    | 0     |
| Douglas Haig Argentina      | 3.ª                 | 2023                | 32   | 2    | -             | -             | -                  | -                  | 32    | 2     |
| Douglas Haig Argentina      | 3.ª                 | 2025                | 7    | 0    | -             | -             | -                  | -                  | 7     | 0     |
| Douglas Haig Argentina      | Total               | Total               | 59   | 2    | -             | -             | -                  | -                  | 59    | 2     |
| Defensores Unidos Argentina | 2.ª                 | 2025                | 8    | 0    | -             | -             | -                  | -                  | 8     | 0     |
| Defensores Unidos Argentina | Total               | Total               | 8    | 0    | -             | -             | -                  | -                  | 8     | 0     |
| Total en su carrera         | Total en su carrera | Total en su carrera | 190  | 9    | 4             | 0             | -                  | -                  | 194   | 9     |

## Palmarés
| Título                     | Club              | País      | Año  |
| -------------------------- | ----------------- | --------- | ---- |
| Ascenso a Primera División | Unión de Santa Fe | Argentina | 2014 |